# A Klase 1949
L'edizione 1949 del A Klase fu la quinta come campionato della Repubblica Socialista Sovietica Lituana; il titolo fu vinto dalla Elnias Šiauliai, giunto al suo 2º titolo.

## Formula
Il campionato fu disputato nuovamente su un girone unico: le squadre partecipanti passarono a 15 squadre, con cinque defezioni rispetto alla stagione precedente e la promozione dello Sveikata Kybartai, nel frattempo rinominato Zalgiris Kybartai. Le formazioni si incontrarono in gironi di sola andata per un totale di 14 incontri per squadra. Furono però disputati solo 17 turni per il ritiro dello Zalgiris Vilnius, che passò ai campionati nazionali. Non erano previste retrocessioni.
Vista la situazione di parità al termine della stagione fu necessario disputare una gara di spareggio.

## Classifica finale
|  | Pos. | Squadra              | Pt | G  | V  | N | P  | GF | GS | DR  |
|  | ---- | -------------------- | -- | -- | -- | - | -- | -- | -- | --- |
|  | 1.   | Elnias Šiauliai      | 24 | 14 | 12 | 0 | 2  | 59 | 19 | +40 |
|  | 1.   | Inkaras Kaunas       | 24 | 14 | 12 | 0 | 2  | 78 | 9  | +69 |
|  | 3.   | Vėliava Šiauliai     | 23 | 14 | 11 | 1 | 2  | 40 | 24 | +16 |
|  | 4.   | Audra Klaipėda       | 21 | 14 | 10 | 1 | 3  | 40 | 15 | +25 |
|  | 5.   | Audiniai Kaunas      | 21 | 14 | 10 | 1 | 3  | 53 | 28 | +25 |
|  | 6.   | ASK Kaunas           | 14 | 14 | 7  | 0 | 7  | 43 | 36 | +7  |
|  | 7.   | Žalgiris Marijampole | 13 | 14 | 6  | 1 | 7  | 16 | 23 | -7  |
|  | 8.   | Spartakas Plungė     | 13 | 14 | 6  | 1 | 7  | 22 | 45 | -23 |
|  | 9.   | Spartakas Vilnius    | 12 | 14 | 5  | 2 | 7  | 30 | 37 | -7  |
|  | 10.  | Dinamo Vilnius       | 12 | 14 | 6  | 0 | 8  | 26 | 39 | -13 |
|  | 11.  | Žalgiris Kybartai    | 12 | 14 | 6  | 0 | 8  | 27 | 41 | -14 |
|  | 12.  | Spartakas Kaunas     | 8  | 14 | 3  | 2 | 9  | 18 | 36 | -18 |
|  | 13.  | Žalgiris Tauragė     | 6  | 14 | 3  | 0 | 11 | 28 | 67 | -39 |
|  | 14.  | Žalgiris Ukmergė     | 5  | 14 | 2  | 1 | 11 | 14 | 45 | -31 |
|  | 15.  | Žalgiris Panevėžys   | 2  | 14 | 1  | 0 | 13 | 17 | 47 | -30 |

## Spareggio per il titolo
| Squadra 1       | Risultato | Squadra 2      |
| --------------- | --------- | -------------- |
| Elnias Šiauliai | 1 - 0     | Inkaras Kaunas |